# (74249) 1998 SB65
(74249) 1998 SB65 – planetoida z pasa głównego asteroid okrążająca Słońce w ciągu 4,11 lat w średniej odległości 2,56 j.a. Odkryta 20 września 1998 roku.